# XVIII Congresso del Partito Socialista Italiano
Il XVIII Congresso del Partito Socialista Italiano si tenne a Milano dal 10 al 14 ottobre 1921, a pochi mesi dal drammatico Congresso di Livorno che aveva segnato la scissione tra socialisti e comunisti e la nascita del Partito Comunista d'Italia.

## Premesse

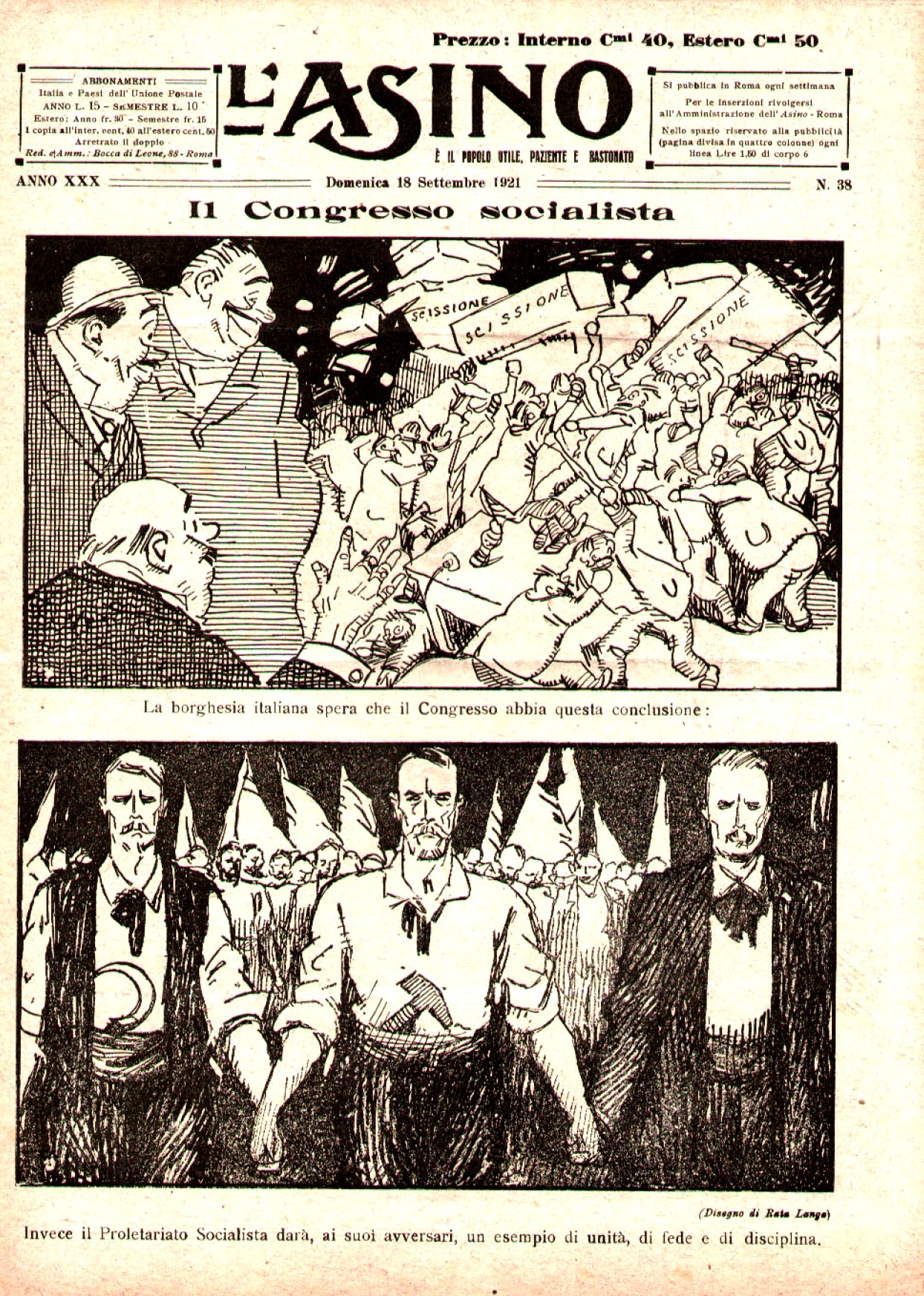
Gabriele Galantara, "Il congresso socialista", copertina de L'Asino del 18 settembre 1921. La parte superiore della vignetta recita: "La borghesia italiana spera che il Congresso abbia questa conclusione"; la parte inferiore: "Invece il Proletariato Socialista darà, ai suoi avversari, un esempio di unità, di fede e di disciplina".

Il III Congresso dell'Internazionale Comunista svoltosi a Mosca nell'estate 1921, pur prendendo atto del rallentamento della situazione rivoluzionaria mondiale, aveva approvato la scissione e respinto la richiesta del PSI di aderire al Comintern, ribadendo la condizione inamovibile dell'espulsione della corrente riformista. I delegati socialisti presenti a tale congresso, Costantino Lazzari, Fabrizio Maffi ed Ezio Riboldi, ritornarono in Italia con l'obiettivo di portare il partito sulle posizioni internazionali. I mesi che precedettero il Congresso furono caratterizzati dal dilagare dello squadrismo, che spinse il PSI e la CGL a sottoscrivere in agosto un patto di pacificazione con i fascisti, rotto da questi ultimi dopo poco più di un mese con l'uccisione del sindacalista Giuseppe Di Vagno.

## I lavori congressuali

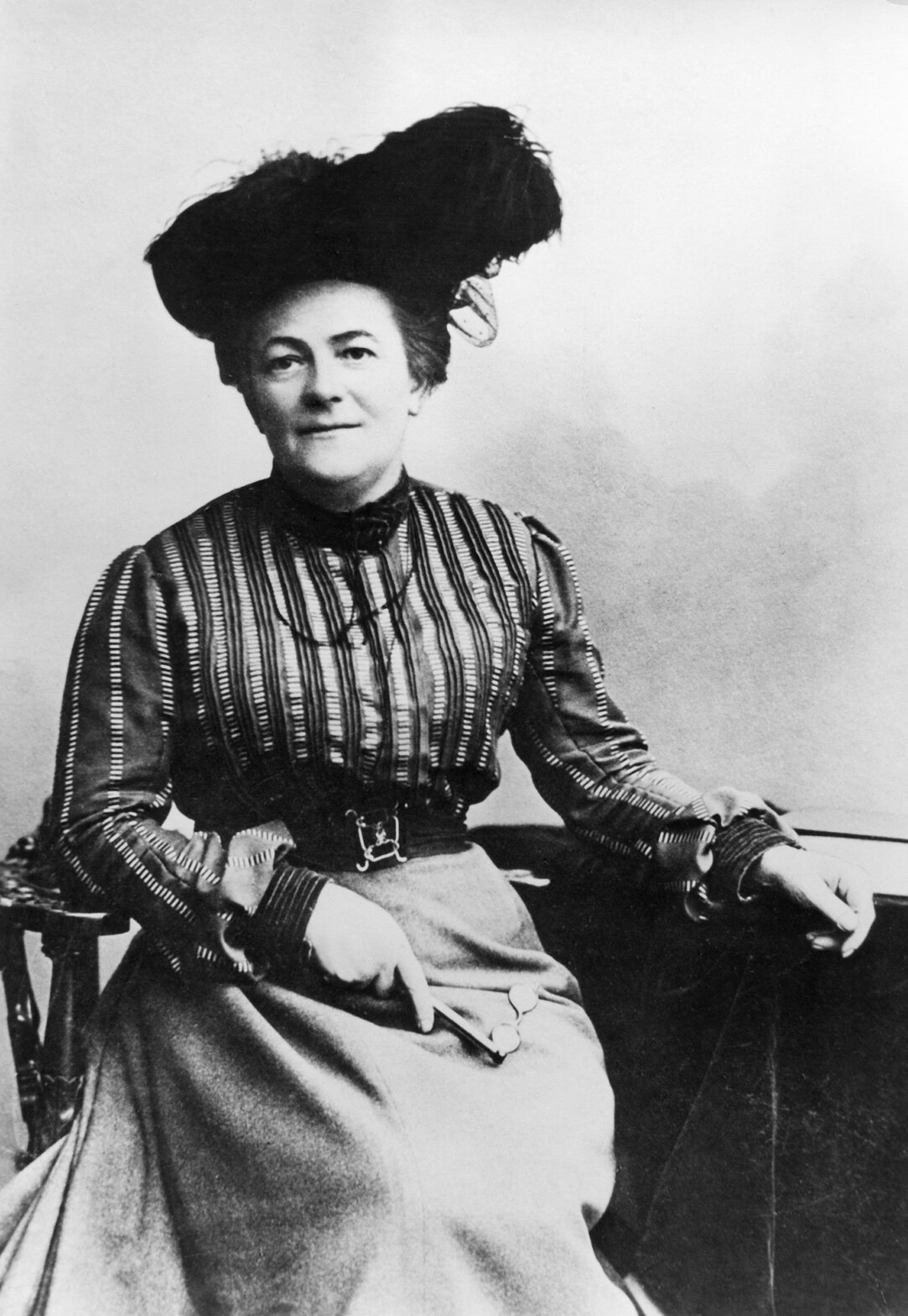
Clara Zetkin, delegata dell'Internazionale Comunista.

Il congresso si svolse presso il Teatro Lirico Internazionale di Milano, e si incentrò sulla discussione di quattro mozioni. Il documento massimalista, sostenuto da Giacinto Menotti Serrati e Adelchi Baratono, da un lato rifiutava l'espulsione dei riformisti e dall'altro respingeva ogni ipotesi di collaborazione con i governi borghesi. La mozione della destra concentrazionista, firmata da Filippo Turati, rivendicava invece la possibilità di far collaborare i parlamentari del PSI alla formazione di esecutivi che fossero a tutela delle libertà civili e politiche delle classi lavoratrici. I reduci dal Congresso di Mosca Lazzari, Maffi e Riboldi presentarono una propria mozione detta massimalista secessionista o terzinternazionalista, visto che perorava la causa dell'espulsione dei riformisti, richiesta dai dirigenti della Terza Internazionale. Fu inoltre presentato un quarto documento di compromesso, la mozione centrista di Cesare Alessandri.
La relazione introduttiva del presidente del congresso Giovanni Bacci descrisse l'impotenza del movimento operaio di fronte alla violenza fascista, e in quest'ottica difese il patto di pacificazione e rivendicò la necessità che il partito rimanesse unito di fronte alle gravi minacce in atto. Il dibattito si incentrò quindi sulla contrapposizione tra l'ipotesi di intransigente rifiuto della partecipazione a governi borghesi e l'ipotesi collaborazionista, che venne fortemente criticata dai delegati stranieri (francese, belga, del Komsomol) e dalla rappresentante dell'Internazionale Comunista Clara Zetkin, il cui discorso in tedesco venne tradotto da Gustavo Sacerdote. Nel proprio intervento, la Zetkin sottolineò come il collaborazionismo fosse sempre stato rovinoso per il proletariato, e come fosse necessario scegliere tra Marx e Kautsky, tra Lenin e Briand, e quindi cacciare i riformisti prima che questi potessero dettare legge dentro il partito.
A controbattere fu Claudio Treves, che difese la proposta collaborazionista di fronte alla necessità pratica di fronteggiare il fascismo, «che non è - come ci faceva comodo pensare - un fuoco di paglia», e per sostenere i comuni, le cooperative e le leghe. Il deputato bollò inoltre l'Internazionale come un «prolungamento della Russia» che non rappresentava sufficientemente il proletariato occidentale. Ferdinando Cazzamalli sostenne invece la mozione unitaria, ritenendo opportuno «correggere, non scompigliare il nostro partito», procedendo quindi non a fratture ma a «graduali e libere epurazioni», difendendo il PSI dalle due minacce della scissione e del riformismo.
L'esponente del Partito Comunista di Polonia Henryk Walecki («un Kabaceff (sic) abbellito» e che «parla italiano»), anch'egli in rappresentanza del Comintern, fu molto duro con il PSI e con tutte le frazioni contrarie alla cacciata dell'ala destra. In un intervento interrotto da varie contestazioni, Walecki ribadì le responsabilità dei riformisti, ivi compresa la CGL, nel fallimento della rivoluzione in Italia durante il biennio rosso. Evidenziando, rivolto ai massimalisti, come i gradualisti fossero aumentati rispetto al Congresso di Livorno, il comunista polacco notò inoltre che se «ieri essi volevano collaborare con voi, oggi vogliono collaborare con la borghesia», ed esortò all'espulsione paragonandola all'amputazione di un arto in gangrena.

Giacinto Menotti Serrati, leader della frazione massimalista unitaria.

Il successivo intervento del concentrazionista Giacomo Matteotti mise al centro il tema del fascismo, che era stato invece trascurato nel congresso precedente. Matteotti evidenziò l'impellenza di affrontare in unità di intenti la lotta al fascismo anziché concentrarsi sulle diatribe dottrinali. 
Fu poi Serrati a parlare, sostenendo come la vittoria del proletariato non potesse arrivare dalla divisione: polemizzò con i cosiddetti «pellegrini di Mosca», Lazzari, Maffi e Riboldi, «che mai prima ci avevano parlato di scissione». Più tardi Serrati avrebbe ripreso la parola per puntualizzare la propria contrarietà alla collaborazione e per invitare i riformisti alla disciplina, ribadendo la posizione massimalista di sostegno alla violenza rivoluzionaria e alla dittatura del proletariato. Prima di quest'ultimo intervento di Serrati c'erano stati significativi tumulti dettati dalla presenza del socialdemocratico austriaco Friedrich Adler, contestato dai secessionisti.
Nell'ultimo giorno di congresso il riformista Giuseppe Emanuele Modigliani criticò Serrati e la posizione massimalista, che pur rigettando l'ipotesi dell'espulsione della destra, prefigurava la successiva epurazione per collaborazionismo di «tutti coloro che non possono essere vili» di fronte al perseguimento degli interessi concreti del proletariato. Altrettanto fece poi Filippo Turati, definendo la scissione un «delitto contro il proletariato», lo «sfasciare quell'edificio che ho costituito in 40 anni di lotte».. Per Adelchi Baratono la mozione massimalista, che non intendeva ricorrere ad espulsioni in assenza di palesi atti di indisciplina, era «la migliore risoluzione dei nostri problemi interni», mentre ultimo oratore fu Lazzari, sulla linea dell'adesione al Comintern accettandone le condizioni.
La votazione finale vide il prevalere della mozione massimalista unitaria, che ottenne oltre 47.000 voti, contro i quasi 20.000 della mozione di concentrazione. Solo 3.700 suffragi furono ottenuti dalla mozione dei massimalisti secessionisti, mentre altri 8.000 voti andarono al documento centrista. La mozione vittoriosa, pur ribadendo la volontà del PSI di far parte dell'Internazionale Comunista, non fu sufficiente a risolvere in senso positivo i rapporti con Mosca, che giudicò gli esiti del congresso come la riprova del fatto che il Partito socialista italiano era diventato ormai schiavo dell'opportunismo.